# Indonesia en los Juegos Olímpicos de Seúl 1988
Indonesia estuvo representada en los Juegos Olímpicos de Seúl 1988 por un total de 29 deportistas, 23 hombres y 6 mujeres, que compitieron en 11 deportes.
El portador de la bandera en la ceremonia de apertura fue el jugador de tenis de mesa Tonny Maringgi.

## Medallistas
El equipo olímpico indonesio obtuvo las siguientes medallas:
| Nombre                                               | Deporte       | Competición |
| ---------------------------------------------------- | ------------- | ----------- |
| Oro                                                  |               |             |
| —                                                    |               |             |
| Plata                                                |               |             |
| Lilies Handayani Nurfitriyana Saiman Kusuma Wardhani | Tiro con arco | Equipo F    |
| Bronce                                               |               |             |
| —                                                    |               |             |